# Vitascopio

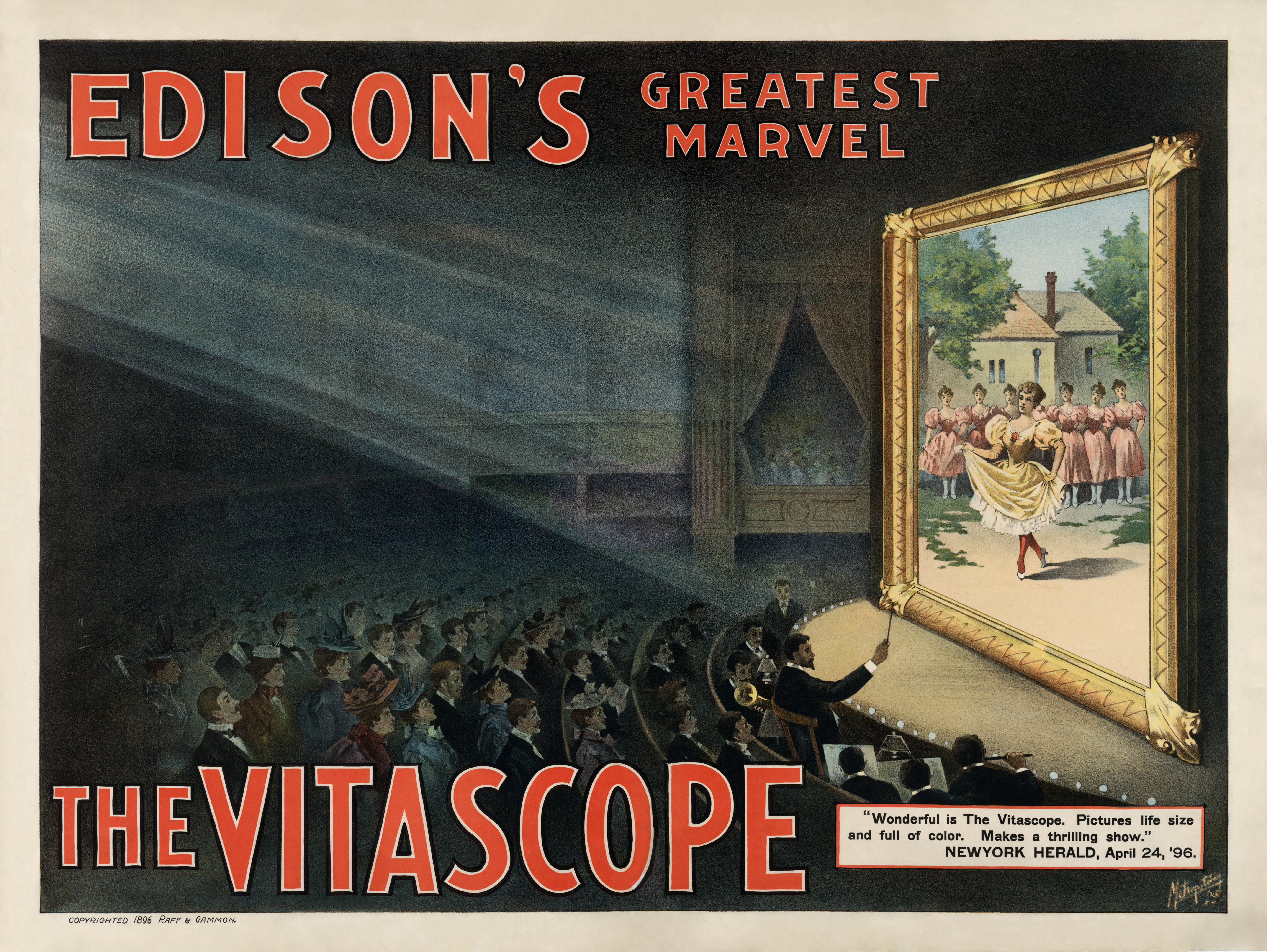
Cartel de 1896 publicitando el Vitascopio.

El Vitascopio es un proyector de cine que fue exhibido por primera vez en 1895 en la Exposición de los Estados del Algodón en Atlanta, Georgia, Estados Unidos. Sus creadores fueron Thomas Alva Edison y Thomas Armat, modificando el llamado phantoscopio, patentado por Charles Francis Jenkins y ensayado un año antes.
Emitía sucesiones de imágenes sin intermitencias en una pared o pantalla lo que permitía que fuesen vistas al mismo tiempo por una cantidad grande de público, a diferencia de lo que ocurría con anteriores sistemas de proyección de imágenes. El éxito económico de sus primeras proyecciones provocó un conflicto entre sus creadores, quienes disputaron por la invención. 
Armat, quien poseía los derechos legales, vendió el vitascopio a la compañía que producía el kinetoscopio. Esta empresa se dio cuenta de que su kinetoscopio pronto quedaría obsoleto frente al rápido avance de la ingeniería cinematográfica. 
Thomas Alva Edison llegó a un acuerdo con Armat mediante el cual Edison sería considerado el inventor del phantascopio, que desde entonces sería conocido como vitascopio.

## Historia del invento
Edison no desarrolló comercialmente el vitascopio hasta pasados unos años, debido a que su kinetoscopio todavía era rentable. Sin embargo, las proyecciones de películas podían generar mayores beneficios, ya que a diferencia del kinetoscopio (que ofrecía una visualización individual) podía llegar a grandes audiencias. Al mismo tiempo, hubo otros intentos de desarrollar nuevos sistemas de reproducción. 
El eidoloscopio, creado por Woodville Latham, se presentó públicamente en abril de 1895. Dickson aparentemente colaboró con Lathams en el diseño de la máquina, ofreciendo los conocimientos técnicos. Por este motivo el 2 de abril de 1895 Dickson renunció a trabajar para Edison. 
Dickson formó la American Mutoscope Company en diciembre de 1895. Sus socios fueron Herman Casler, Enrique Norton Marvin y Koopman Elías. La empresa, que llegó a ser conocida como American Mutoscope y Biograph Company, pronto se convirtió en un importante competidor para la compañía de Edison. 
Durante el mismo período, C. Francis Jenkins y Thomas Armat desarrollaron un dispositivo de proyección cinematográfica a la que llamaron phantoscopio. Se mostró públicamente en septiembre de 1895 en la Exposición de los Estados del Algodón. Poco después, los creadores se separaron, cada uno reclamando el crédito por la invención. 
Armat mostró el phantoscopio a Raff y Gammon, los propietarios de la Kinetoscope Company, quienes se dieron cuenta de su potencial para asegurar ganancias a medida que los ingresos por el kinetoscopio disminuían. Negociaron con Armat para comprar los derechos de explotación del phantoscopio, previa aprobación de Edison. La Edison Manufacturing Company acordó fabricar la máquina y producir películas para esta, pero a condición de que se anunciase como una nueva invención de Edison y renombrar el phantoscopio a vitascopio. 
La primera exhibición en salas fue el 23 de abril de 1896, en el Koster and Bial's Music Hall de Nueva York. Otros competidores pronto mostraron sus propios sistemas de proyección en los cines estadounidenses, incluyendo el eidoloscopio, una copia del vitascopio, el Cinematógrafo de Lumière, que había debutado ya en Europa en 1895; Birt Acres Kineopticon, e incluso la American Mutoscope & Biograph Company produjo un proyecto propio. El vitascopio, junto con muchos de los proyectores de la competencia, se convirtió en una atracción popular en ferias y teatros de vodevil de las principales ciudades de Estados Unidos. Los expositores podían elegir las películas que quisieran del catálogo de Edison, e incluso en qué orden o secuencia disponerlas. 
La Edison Company comenzó el desarrollo de su propio proyector en noviembre de 1896, abandonado la comercialización de los vitascopios.

## Difusión internacional

### Chile
El empresario Francisco de Paula mostró el quinetoscopio en Santiago el 17 de febrero de 1895; posteriormente, la primera exhibición pública de las cintas de los hermanos Lumière en la capital chilena se llevó a cabo el 25 de agosto de 1896.

### Colombia
El 21 de agosto de 1897, se realizó en el Teatro Peralta de Bucaramanga, una presentación del vitascopio, estando considerada como la primera función de cine donde se proyectaron títulos del repertorio de Edison en América del Sur. Al día siguiente, un desconocido empresario presentó el vitascopio en Cartagena de Indias, en donde también tuvo una gran aceptación y buenas críticas por parte de la prensa. Para entonces ya se denominaba cinematógrafo a todo aparato proyector de imágenes en movimiento. El 1 de septiembre, el empresario Ernesto Vico, promotor de espectáculos, presentó el vitascopio en el Teatro Municipal de Bogotá, en donde se proyectaron cintas de los hermanos Lumière, mostrándole al público imágenes de todo el mundo. La proyección fue muy criticada por el público, ya que se consideró «mas apropiada para un salón y no para un teatro».
A fines de 1897 se instaló en Cartagena de Indias una nueva planta eléctrica, lo que permitió a los empresarios Salvador Negra y Pages presentar el cinematógrafo de los hermanos Lumière, que inmediatamente obtuvo una gran aceptación y fue destacado como superior al vitascopio de Edison.

### México
En 1895 llegó a México el kinetoscopio de Edison, aparato individual de proyección de imágenes. Ya en agosto del siguiente año, se presentaron en México el vitascopio de Edison y el cinematográfo de los Lumière.
La primera proyección del vitascopio se realizó en el Teatro-Circo Orrin de la plazuela de Villamil. Las vistas que más impresionaron fueron Obreros herreros y La serpentina, ambas realizadas por Edison. Esta última causó más asombro al estar coloreada a mano fotograma por fotograma.

### Panamá
El 13 de abril de 1897, llegó a la entonces colombiana Puerto de Colón la Compañía Universal de Variedades liderada por Balabrega, quien trajo consigo el vitascopio de Edison. Al día siguiente, se realizó la primera proyección pública de cine en Panamá. El espectáculo contó además con números de magia, bailarinas y tiro al blanco, entre otros. Y contó con buenas críticas por parte de los diarios locales, destacando la numerosa audiencia. El 19 de abril del mismo año, Balabrega llegó con su espectáculo a la Ciudad de Panamá. A pesar del mal funcionamiento del aparato proyector la concurrencia fue numerosa y quedó complacida, a pesar de que en esta época se vivía una gran depresión, debido a la epidemia de fiebre amarilla. Este fue también el motivo por el cual la Compañía abandonó el país antes de que se decretara la parálisis del tránsito a vapor a causa de dicha enfermedad.

### Perú
En enero de 1897, se proyectó imágenes en movimiento con el vitascopio. La primera función de un filme (usando el cinematógrafo de los hermanos Lumière) se realizó en febrero de 1897, en la Confitería Jardín Estrasburgo (hoy Club de la Unión), en Lima.

### Venezuela

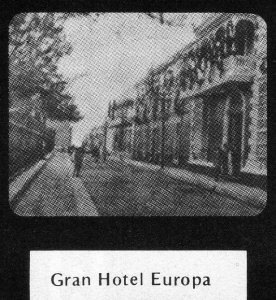
Cuadro de "Un célebre especialista sacando muelas en el gran Hotel Europa", estrenado el 28 de enero de 1897.

El 11 de julio de 1896 el empresario Luis Manuel Méndez presentó por primera vez el Vitascopio (adquirido meses antes en Nueva York) en la ciudad de Maracaibo de la mano del operador Manuel Trujillo Durán. Sería el 28 de enero de 1897, al finalizar la ópera La favorita, de Gaetano Donizetti, en el teatro Baralt de Maracaibo, cuando por primera vez se proyectaron imágenes en movimiento hechas en Venezuela. No hay certeza de quiénes serían los operadores de esa función ni quién hizo esas primeras películas o con qué aparato, pero se sabe con certeza que no fue Manuel Trujillo Durán. Las primeras películas que se vieron en esta proyección fueron: Muchacho bañándose en la Laguna de Maracaibo y Un célebre especialista sacando muelas en el Gran Hotel Europa.